# Nunthorpe
Nunthorpe är en civil parish i Storbritannien.   Den ligger i kommunen Borough of Middlesbrough och riksdelen England, i den centrala delen av landet, 300 km norr om huvudstaden London.